# Rödgen (Störmthal)

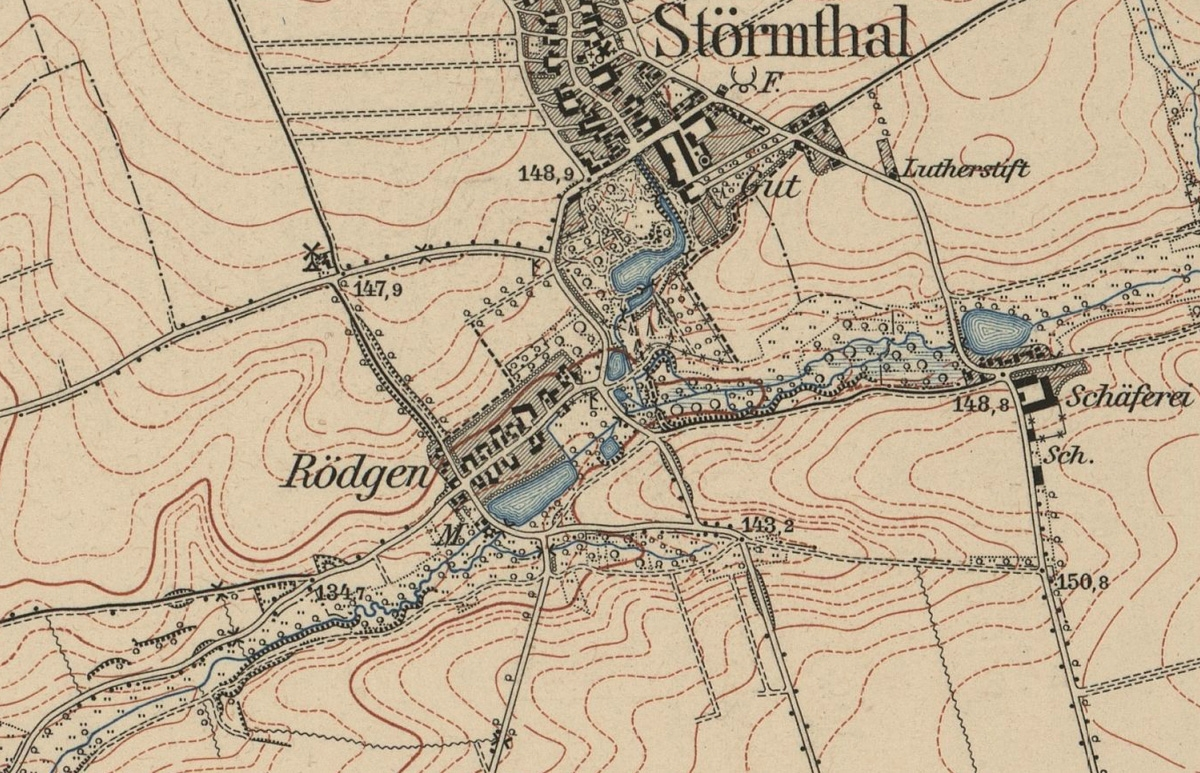
Rödgen auf einer Landkarte von 1907

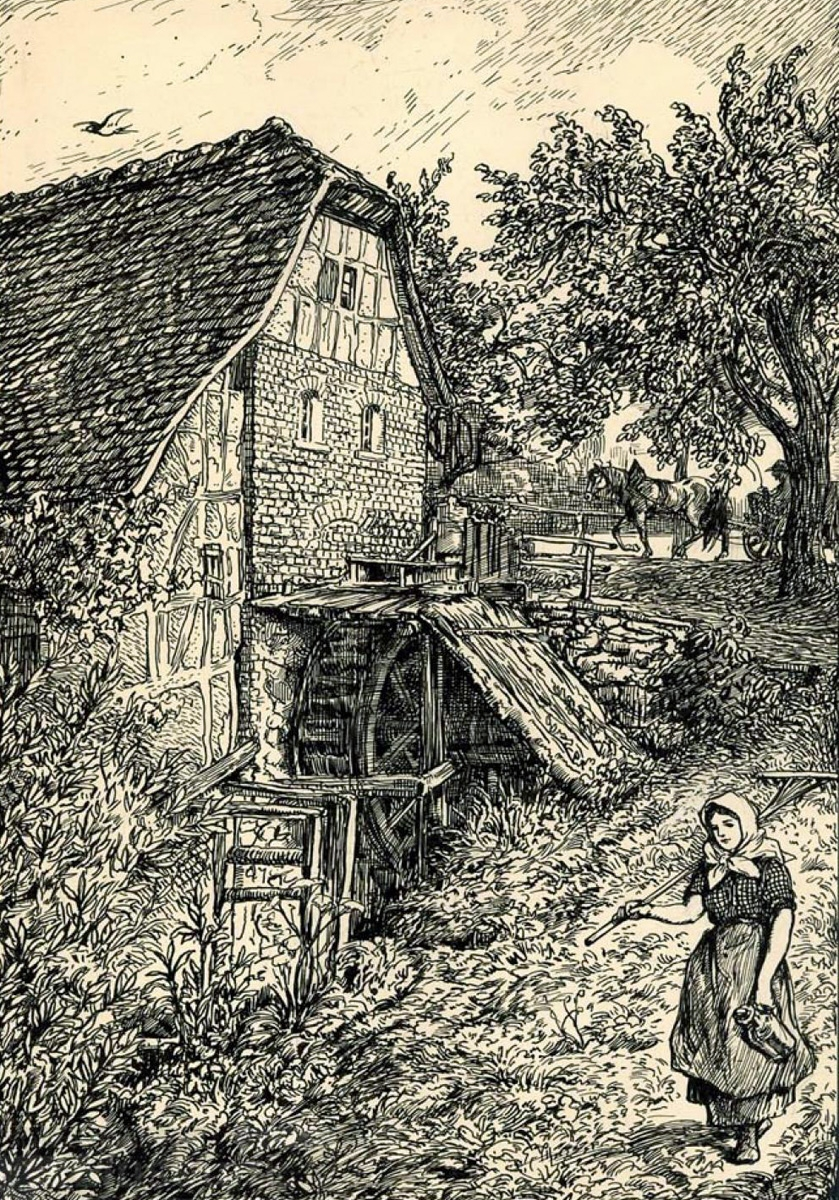
Die Mühle in Rödgen, Federzeichnung von A. Michaelis

Rödgen war ein Dorf im Kreis Leipzig-Land, das ab 1950 ein Ortsteil von Störmthal war und 1984 dem Braunkohlenabbau zum Opfer fiel. Seit der Eingemeindung von Störmthal im Jahr 1996 gehört die Flur zu Großpösna.

## Lage und Ortstypik
Rödgen war ein Straßendorf mit Anwesen beiderseits der Dorfstraße. Es schloss sich in südwestlicher Richtung an den Schlosspark des ehemaligen Rittergutes Störmthal an. Parallel zum Dorf verlief der Schlumper-Bach, auf dessen rechtem Talhang Rödgen lag. Der Bach war über nahezu die gesamte Dorflänge zu einem Teich aufgestaut, an dessen Ende die Rödgener Wassermühle mit oberschlächtigem Wasserrad betrieben wurde.
Die Nachbarorte von Rödgen waren im Norden Störmthal, im Süden Dreiskau und im Westen Magdeborn, zu denen auch jeweils direkte Straßenverbindung bestand. Im Osten, schlumperaufwärts, lag der Störmthaler Ortsteil Schäferei.
Heute befindet sich die ehemalige Lage Rödgens im östlichen Uferbereich des Störmthaler Sees.

## Geschichte
Rödgen wurde erstmals 1322 als Rode erwähnt. Über die Namen Rodichin (1434), Redichen (1462), Rodigen (1551) sowie Klein Rüdigen (16. Jh.) kam es schließlich zu Rödgen. Vom 16. bis zum 18. Jahrhundert werden für Rödgen zehn Bauernhöfe (besessene Mann) angeführt. Die Grundherrschaft über Rödgen oblag dem Rittergut Störmthal. Dagegen war Rödgen immer nach Magdeborn eingepfarrt, obwohl die Störmthaler Kirche näher lag.
Die seit der Sächsischen Landgemeindeordnung von 1838 selbstständige Gemeinde lag bis 1856 im kursächsischen bzw. königlich-sächsischen Kreisamt Leipzig. Ab 1856 gehörte der Ort zum Gerichtsamt Rötha und ab 1875 zur Amtshauptmannschaft Leipzig. Am 1. Juli 1950 wurde Rödgen nach Störmthal eingemeindet. Seitdem Einwohnerzahlen für Rödgen angegeben sind (1834), bewegen sich diese immer um etwa 100. Die Rödgener waren zunächst fast ausschließlich in der Landwirtschaft tätig, seit Mitte des 20. Jahrhunderts mit zunehmender Mechanisierung der Landwirtschaft auch in der Braunkohlenindustrie. Die Rödgener Einwohner mussten aufgrund des fortschreitenden Braunkohleabbaus in der Region im Jahre 1984 ihr Dorf verlassen, das kurze Zeit später dem Tagebau Espenhain zum Opfer fiel. Mit der Eingemeindung Störmthals 1996 nach Großpösna fiel auch das ehemalige Rödgener Gebiet, das sich nach der Einstellung des Tagebaubetriebes nun am Ufer des im Restloch der Grube entstandenen Störmthaler Sees befindet, an Großpösna.

## Söhne und Töchter des Ortes
- Ferdinand Jost (* 7. September 1832 in Rödgen; † 31. August 1906 in Bad Kissingen) war ein Kunst- und Antiquitätenhändler in Leipzig. Seine umfangreiche Sammlung schenkte er dem Stadtgeschichtlichen Museum Leipzig. Seit 1905 ist Ferdinand-Jost-Straße in Leipzig-Stötteritz nach ihm benannt, früher auch eine Straße in Magdeborn. Die Kirche in Magdeborn war Alleinerbin Josts und finanzierte aus diesen Mitteln 1912 eine große Kirchenrestaurierung, die bis auf den Turm einem Neubau gleichkam.[5]